# ژولس ماروزو
ژولس ماروزو (به فرانسوی: Jules Marouzeau) (زاده ۲۰ مارس ۱۸۷۸ - مرگ ۲۷ سپتامبر ۱۹۶۴) زبان‌شناس برجسته فرانسوی و استاد دانشگاه سوربن بود.